# KHangMan
KHangMan é um jogo da forca para a Compilação de Software KDE 4. O jogo é ideal para crianças a partir dos 6 anos e possui várias categorias de palavras, em 24 idiomas, sendo que o usuário pode, também, adicionar suas próprias categorias, se desejar. Há vários níveis de dificuldade: fácil, médio, difícil e uma categoria que apresenta somente nomes de animais.